# Руськополянська загальноосвітня школа № 2
Руськополя́нська загальноосвітня школа І-ІІІ ступенів № 2 — загальноосвітній заклад, що розташований у селі Руська Поляна Черкаського району Черкаської області.

## Історія

Перша школа (стара будівля)

Отець Афанасій та учні

В кінці 19 століття грамоти у селі навчав дяк Луцький Трохим Степанович. Перша церковна-парафіяльна школа була збудована у 1902-1904 роках за ініціативи отця Афанасія (Кононенко Афанасій Олексійович). Вона мала всього 2 класи. Отець Афанасій був першим учителем, з 1910 року математику читав Шевченко Ілля Герасимович, який окрім того був музикою і влаштовував концерти у селі. У 1908-1911 роках у селі була збудована ще одна двокласна школа, яка в майбутньому стане ЗОШ № 1.
1914 року за кошти земства було збудоване нове приміщення, де станом на 1918 рік навчалось 256 учнів. 1930 року школа стає чотирикласною. На початку 1940-их років навчальний заклад очолював Горбатюк Ілько Гнатович, якого через туберкульоз не забрали до лав армії. В роки другої світової війни приміщення школи не було зруйноване і одразу після звільнення села вона відновила роботу. Невдовзі школа стала семирічною, початкові класи розміщувались у філіальних приміщеннях по селу. Так 1-2 класи знаходились на кутку Дубина, а 3-4 класи — по вулиці Братів Шапранів. 1969 року закінчилось будівництво нової будівлі школи, вона стала восьмирічною. 1989 року школа стала середньою.

## Структура
У школі працюють 26 педагогів, з яких 8 учителів вищої категорії, 9 — І категорії, 3 — ІІ категорії. Два учителя мають звання старшого. Для учнів школи діють 24 шкільних гуртки, а також зразкова художня студія «Дивосвіт», філіал Червонослобідської музичної школи, спортивна секція волейболу, футбольна секція ДЮСШ «Мрія» та танцювальний клуб «Стиль».